# Всемирный день театра
Всемирный день театра (англ. World Theatre Day) — международный профессиональный праздник всех работников театра, отмечаемый по всей планете ежегодно 27 марта. Этот праздник традиционно проходит под девизом: «Театр как средство взаимопонимания и укрепления мира между народами».

## История, описание и празднование МДТ
«Всемирный день театра» установлен в 1961 году по инициативе делегатов IX конгресса Международного института театра (МИТ) (фр. Institut international du théâtre) при ЮНЕСКО (учрежден в Праге (Чехословакия) в 1948 году). Союз Советских Социалистических Республик являлся членом МИТ начиная с 1959 года, с той поры, когда в столице СССР городе Москве, на базе Всероссийского театрального общества, был создан Советский Национальный центр Международного института Театра.
«День театра» — профессиональный праздник работников театра: актёров, театральных режиссёров-постановщиков, продюсеров, светотехников, звукоинженеров, монтировщиков декораций и др.
Для любителей театрального искусства «День театра» также является настоящим праздником, ведь к этому дню приурочены всевозможные торжественные мероприятия в «храмах культуры», различные театральные фестивали, а некоторые театры стараются к этому дню представить премьеры новых спектаклей.
Несмотря на то, что «Всемирный день театра» не имеет в Российской Федерации официального государственного статуса, чиновники высших эшелонов власти РФ в этот день поздравляют работников театров страны. В некоторых регионах представители власти награждают деятелей театра почётными грамотами, денежными премиями, благодарностями и ценными подарками, однако такие случаи происходят значительно реже.
«День театра» не является нерабочим днём, если, в зависимости от года, не попадает на выходной день.